# Psittacanthus gentryi
Psittacanthus gentryi är en tvåhjärtbladig växtart som beskrevs av Kuijt. Psittacanthus gentryi ingår i släktet Psittacanthus och familjen Loranthaceae. Inga underarter finns listade i Catalogue of Life.